# SŽD-Baureihe ТУ2
Die Lokomotiven der Baureihe ТУ2 (deutsche Transkription TU2) der Sowjetischen Eisenbahnen (SŽD) sind schmalspurige Diesellokomotiven.

## Entwicklung
Um 1953 war in der Sowjetunion ein steigender Bedarf an Schmalspurlokomotiven absehbar. Ein Grund hierfür war die geplante landwirtschaftliche Nutzung weiter Teile des Nordens Kasachstans („Neuland-Kampagne“; russisch: Освоение целины). Hierfür waren dieselelektrische Lokomotiven vorgesehen.
Nach den beiden Prototypen der Baureihe ТУ1 von 1954 wurde bei der Maschinenfabrik Kaluga die Weiterentwicklung zur Baureihe ТУ2 in Angriff genommen. Wesentliche Änderung war der Austausch des Generators gegen einen solchen vom Typ MPT-49/25-3, der speziell für die ТУ2 entwickelt wurde.
1955 wurde als Prototyp ТУ2-001 gebaut und einer umfangreichen Erprobung unterzogen. 1956 wurde mit der Serienfertigung der ТУ2 begonnen. Entsprechend dem Anlass zur Konstruktion der ТУ2 wurden die Lokomotiven des Baujahres 1956 fast vollständig und die des Jahres 1957 zu einem großen Teil für die Kampagne zur Kultivierung des Neulands und andere Bahnen Kasachstans verwendet. Insgesamt wurden bis 1959 281 Lokomotiven gebaut, wobei in den beiden letzten Baujahren vorrangig Bahnen in Russland beliefert wurden.
Aufgrund der – von wenigen Ausnahmen abgesehen – einheitlichen Spurweite von 750 mm für die Schmalspurbahnen der Sowjetunion wurden die ТУ2 ausschließlich für diese Spurweite gebaut. Die ТУ2 wurde nicht exportiert.

## Einsatz
Die relativ schwere Ausführung der ТУ2 mit einer Achslast von 8 Tonnen beschränkte die Einsatzgebiete auf öffentliche Bahnstrecken und Industriebahnen mit gutem Oberbau. Aber auch einige Waldbahnen setzten ТУ2 ein. Für Torfbahnen waren die ТУ2 aufgrund der hohen Achslast nicht geeignet. Für diese Zwecke wurde ab 1962 die Baureihe ТУ4 gebaut.
Die ТУ2 waren sowohl bei Bahnen der regionalen Eisenbahngesellschaften für öffentlichen Verkehr als auch bei Bahnen anderer Betreiber im Einsatz. Zahlreiche ТУ2 wechselten im Laufe ihres Lebens den Einsatzort. In Kasachstan zeichnete sich schon in den 1950er Jahren ein Überhang ab, weil der Bedarf überschätzt worden war. 1972 wurden aufgrund der Umspurung der Schmalspurbahn von Marguzek (Charanor–Priargunsk, Oblast Tschita, Sibirien) auf Breitspur viele ТУ2 in die Ukraine umgesetzt und lösten dort Dampflokomotiven ab. Gleichzeitig lief die Produktion der Baureihen ТУ7/ТУ7А an, wodurch ebenfalls viele ТУ2 freigesetzt wurden. In dieser Zeit entwickelten sich auch Pioniereisenbahnen zu einem Einsatzgebiet.
In den 1990er Jahren wurden zahlreiche ТУ2 durch Streckenstilllegungen und Verdrängung durch ТУ7/ТУ7А überzählig und wurden verschrottet. Nur noch etwa ein Drittel des ursprünglichen Bestands, etwa 95 Lokomotiven sind einsatzfähig, wobei der größte Teil davon bei den nun „Kindereisenbahnen“ genannten ehemaligen Pioniereisenbahnen über verschiedene Nachfolgestaaten der Sowjetunion verteilt im gelegentlichen Einsatz steht. Die Ukrainischen Eisenbahnen (UZ) sind die letzte Staatsbahn, die noch ТУ2 einsetzt. Darüber hinaus verwendet die privatisierte Bahnstrecke Gulbene–Alūksne in Lettland noch ТУ2 für planmäßigen Personenverkehr. Weitere stehen bei der litauischen Strecke Panevėžys–Anykščiai–Rubikiai für Sonderfahrten zur Verfügung. Eine geringe Anzahl von ТУ2 kommt noch in Kasachstan auf dem Schmalspurnetz von Atbassar im Güterverkehr zum Einsatz.

## Modifizierungen
Die TU2 waren ursprünglich grün lackiert mit einem umlaufenden gelben Streifen in der Lokkastenmitte. und einem roten Stern an der Front. Später wurden etliche ТУ2 blau lackiert, auf den roten Stern wurde nach dem Ende der Sowjetunion verzichtet. Die UZ führte in den letzten Jahren neue blaue Lackierungsvarianten mit unterschiedlicher Farbaufteilung für ihre ТУ2 ein. Die Lokomotiven der Kindereisenbahnen tragen oft mehrfarbige Lackierungen in verschiedensten Variationen.
Die Dieselmotoren vom Typ 1D12 aus dem Werk Transmasch in Barnaul mussten jeweils nach einigen Jahren ausgetauscht werden. Später wurde eine weiterentwickelte langlebigere Variante verwendet. Die Kindereisenbahn Kratowo bei Moskau modernisierte 2005 ihre ТУ2-078 und -129 durch einen neugestalteten Aufbau (Bezeichnung ТУ2К). Die ТУ2-053 und -228 der Kindereisenbahn Irkutsk wurden ab 2008 mit komplett neuen Aufbauten in unterschiedlicher Ausführung versehen.

## Bilder
|  |  |  |  |